# یوان بلسلین
یوان بلسلین (انگلیسی: Jovan Beleslin؛ زادهٔ ۱ اکتبر ۱۹۱۹) بازیکن فوتبال اهل یوگسلاوی بود.
از باشگاه‌هایی که در آن بازی کرده‌است می‌توان به باشگاه فوتبال پارتیزان اشاره کرد.